# Grancona
Grancona ist eine Fraktion der nordostitalienische Gemeinde (comune) Val Liona in der Provinz Vicenza in Venetien.
Bis 16. Februar 2017 bildete Grancona eine eigenständige Gemeinde mit 1862 Einwohnern (Stand 31. Dezember 2015). Der Ort liegt etwa 15 Kilometer südwestlich von Vicenza in den Colli Berici.